# 独立当事者参加
独立当事者参加（どくりつとうじしゃさんか）とは、日本の民事訴訟において、原告･被告以外の第三者が、原告と被告の双方または一方に対する請求を定立して、原告の本訴請求とあわせて、矛盾のない統一的な審判を求める訴訟形態である。三当事者訴訟ともいい、多数当事者訴訟の一類型である。
例えば、Aが土地の所有権を主張して、現在土地を占有しているBを相手に所有権に基づく明渡請求訴訟をしているときに、Cが所有権を主張して、Aに対する所有権確認請求訴訟と、Bに対する所有権に基づく明渡請求訴訟を提起して参加してくるような場合をいう。

## このような訴訟形態が認められる理由
独立当事者参加という訴訟形態がなぜ認められるかという理由としては、第一に第三者が、自己の関与しない原告と被告の訴訟において自己に不利益な判決がなされるのを防ぐ必要があること、第二に三者間の紛争を統一的に解決することができること（別々に訴訟をすると矛盾する結果になる場合がある）、第三にいくつかの訴訟が一回の審理で済むので当事者や裁判所の負担を避けられること、があげられる。
もっとも、第一については、自己の関与しない訴訟に対しては通常既判力が及ばないはずなので、自己に不利益な判決がなされるといってもそれは事実上の効力に過ぎないとする反論がなされる。
第二の理由についても、たとえば通常の訴訟として提起されたものについて弁論の併合を行った場合、独立当事者参加の訴訟形態と同一の状況であるにもかかわらず、かならずしも紛争を統一的に解決することができないのに、なぜ独立当事者参加という訴訟形態をとった場合に統一的解決を行わなければならないのか、という疑問が投げかけられている。

## 態様
独立当事者参加が認められるのは、以下の2つの場合に限られる。
権利侵害防止参加（民事訴訟法47条1項前段）
原告と被告の訴訟結果によって、第三者の権利が害されるような場合。
権利主張参加（民事訴訟法47条1項後段）
第三者が積極的に訴訟の目的が自己の権利であること、またはその上に自己の権利を有することを主張する場合。

## 二当事者訴訟への還元
3者のうち一人が訴訟手続から抜けた場合、通常の二当事者訴訟となる。しかし、その場合に抜けた者に対する判決の効力がどうなるのかが問題となる。
- 原告による訴えの取下げ
- 参加者による参加申出の取下げ
- 原告または被告の訴訟脱退

## 敗訴者の1人のみの上訴
独立当事者参加で、1人のものが勝訴した場合、他の2人は敗訴することになる。その後、敗訴者のうち1人のみが上訴して、他の者が上訴しなかった場合、3つの請求を統一的に判断する必要から、上訴しなかった者の地位や上訴審での審判対象が、移審の範囲や不利益変更禁止の原則との関係で問題となる。

## 準独立当事者参加
第三者が、原告と被告の一方に対する請求を定立して、参加してくる場合をいう。旧民事訴訟法では、条文上、原告と被告双方に対する請求が必要とされていたことから、準独立当事者参加が認められるかについて争いがあった。しかし、現在の民事訴訟法制定の際に、「一方」の文言が加えられたので、立法的に解決された。独立当事者参加の一類型として扱われている。